# Drugi gabinet Andrew Fishera
Drugi gabinet Andrew Fishera – dziewiąty w historii gabinet federalny Australii i trzeci tworzony przez Australijską Partię Pracy (ALP). Istniał przez jedną pełną kadencję parlamentu - od wygranych przez ALP wyborów w 1910 roku do wyborów w 1913 roku, w których lewica uległa Związkowej Partii Liberalnej (CLP). Zwycięska partia utworzyła następnie gabinet Josepha Cooka. Dokładne daty urzędowania gabinetu to od 29 kwietnia 1910 do 24 czerwca 1913 roku. 

## Skład w chwili zaprzysiężenia
| stanowisko                                     | członek gabinetu | od                   | do                   |
| ---------------------------------------------- | ---------------- | -------------------- | -------------------- |
| premier                                        | Andrew Fisher    | 29 kwietnia 1910     | 24 czerwca 1913      |
| minister skarbu                                | Andrew Fisher    | 29 kwietnia 1910     | 24 czerwca 1913      |
| prokurator generalny                           | Billy Hughes     | 29 kwietnia 1910     | 24 czerwca 1913      |
| minister spraw zagranicznych                   | Lee Batchelor    | 29 kwietnia 1910     | 8 października 1911  |
| minister spraw zagranicznych                   | Josiah Thomas    | 14 października 1911 | 24 czerwca 1913      |
| minister poczty                                | Josiah Thomas    | 29 kwietnia 1910     | 14 października 1911 |
| minister poczty                                | Charles Frazer   | 14 października 1911 | 24 czerwca 1913      |
| minister obrony                                | George Pearce    | 29 kwietnia 1910     | 24 czerwca 1913      |
| minister handlu i ceł                          | Frank Tudor      | 29 kwietnia 1910     | 24 czerwca 1913      |
| minister spraw wewnętrznych                    | King O’Malley    | 29 kwietnia 1910     | 24 czerwca 1913      |
| wiceprzewodniczący Federalnej Rady Wykonawczej | Gregor McGregor  | 29 kwietnia 1910     | 24 czerwca 1913      |
| ministrowie bez teki                           | Edward Findley   | 29 kwietnia 1910     | 24 czerwca 1913      |
| ministrowie bez teki                           | Charles Frazer   | 29 kwietnia 1910     | 14 października 1911 |
| ministrowie bez teki                           | Ernest Roberts   | 29 kwietnia 1910     | 24 czerwca 1913      |